# 다니엘 가르시아 카리요
다니엘 "다니" 가르시아 카리요(스페인어: Daniel "Dani" García Carrillo, 1990년 5월 24일, 바스크 주 수마라가 ~)는 스페인의 축구 선수로, 현재 아틀레틱 빌바오에서 미드필더로 활약하고 있다.
그는 현역 시절 대부분을 에이바르에서 보냈는데, 2012년에 입단(처음에 임대로 입단)한 이래 스페인 축구 리그의 3단계 리그에서 모두 활약해 224번의 공식 경기에 출전했다. 2018년을 기점으로, 그는 아틀레틱 빌바오의 일원이 되었다.

## 클럽 경력

### 초기 경력
가르시아는 바스크 주 기푸스코아 도 수마라가 출신으로, 레알 소시에다드의 유소년부에서 축구를 시작해 2009-10 시즌에 알리칸테 B 소속으로 성인 무대 첫 발을 떼었다. 그는 그 해 말에 1군으로 승격되었지만, 소속 구단은 2년차에 세군다 디비시온 B로 강등되는 쓴맛을 보았다.
2011년 6월 24일, 가르시아는 같은 리그에 속한 헤타페 B로 합류했다.

### 에이바르
가르시아는 2012년 7월까지 레알 소시에다드 입단 계약서에 서명한 후, 즉시 3부 리그의 에이바르로 다시 임대되었다. 그는 1년차에 41번의 리그 경기에 출전하고 플레이오프전 끝에 소속 구단을 승격시키는 알찬 1년을 보냈다.
2013년 7월, 가르시아는 에이바르와의 임대 연장 계약을 맺었고, 8월 18일에 2-1로 이긴 하엔과의 원정 경기에서 세군다 디비시온 첫 경기를 출전했다. 2014년 6월 26일, 그는 시즌 끝에 사상 첫 라 리가로 올라선 총포공 군단에 정식 계약으로 합의했다.
가르시아는 1-0으로 이긴 전 소속 구단 레알 소시에다드와의 안방 경기에 선발로 출전해 스페인 1부 리그 첫 경기를 치렀다. 그는 9월 19일에 1부 리그 첫 골을 기록했는데, 2-0으로 이긴 엘체와의 원정 경기에서 선제골을 넣었다.
2015년 11월 17일, 가르시아는 2018년까지 에이바르와의 계약을 연장했다. 2017년 4월까지 가르시아는 승격 이래 단 9경기만을 결장함에 따라 구단의 사상 첫 1부 리그 100경기 출전 선수로 이름을 올리는 영예를 안았고, 같은 해 10월에는 구단에서 200경기를 출전한 12번째 선수로 기록되었다.

### 아틀레틱 빌바오
2018년 6월 3일, 아틀레틱 빌바오는 3월에 이적 합의를 본 가르시아가 구단과 4년 계약을 체결했음을 발표했다.

## 경력 통계

### 클럽
2021년 7월 1일 기준
| 구단            | 시즌      | 리그              | 리그 | 리그 | 컵   | 컵 | 대륙 | 대륙 | 기타 | 기타 | 합계 | 합계 |
| 구단            | 시즌      | 리그명            | 출장 | 골   | 출장 | 골 | 출장 | 골   | 출장 | 골   | 출장 | 골   |
| --------------- | --------- | ----------------- | ---- | ---- | ---- | -- | ---- | ---- | ---- | ---- | ---- | ---- |
| 알리칸테        | 2009–10   | 세군다 디비시온 B | 9    | 0    | —    | —  | —    | —    | —    | —    | 9    | 0    |
| 알리칸테        | 2010–11   | 세군다 디비시온 B | 20   | 0    | —    | —  | —    | —    | —    | —    | 20   | 0    |
| 알리칸테        | 합계      | 합계              | 29   | 0    | 0    | 0  | 0    | 0    | 0    | 0    | 29   | 0    |
| 헤타페 B        | 2011–12   | 세군다 디비시온 B | 36   | 0    | —    | —  | —    | —    | —    | —    | 36   | 0    |
| 에이바르 (임대) | 2012–13   | 세군다 디비시온 B | 35   | 1    | 4    | 0  | —    | —    | 6    | 0    | 45   | 1    |
| 에이바르 (임대) | 2013–14   | 세군다 디비시온   | 38   | 0    | 0    | 0  | —    | —    | —    | —    | 38   | 0    |
| 에이바르        | 2014–15   | 라 리가           | 34   | 1    | 2    | 0  | —    | —    | —    | —    | 36   | 1    |
| 에이바르        | 2015–16   | 라 리가           | 35   | 0    | 0    | 0  | —    | —    | —    | —    | 35   | 0    |
| 에이바르        | 2016–17   | 라 리가           | 36   | 1    | 2    | 0  | —    | —    | —    | —    | 38   | 1    |
| 에이바르        | 2017–18   | 라 리가           | 32   | 0    | 0    | 0  | —    | —    | —    | —    | 32   | 0    |
| 에이바르        | 합계      | 합계              | 210  | 3    | 8    | 0  | 0    | 0    | 6    | 0    | 224  | 3    |
| 아틀레틱 빌바오 | 2018–19   | 라 리가           | 29   | 0    | 3    | 0  | —    | —    | —    | —    | 32   | 0    |
| 아틀레틱 빌바오 | 2019–20   | 라 리가           | 36   | 0    | 5    | 0  | —    | —    | —    | —    | 41   | 0    |
| 아틀레틱 빌바오 | 2020–21   | 라 리가           | 27   | 0    | 6    | 0  | —    | —    | 2    | 0    | 35   | 0    |
| 아틀레틱 빌바오 | 합계      | 합계              | 92   | 0    | 14   | 0  | 0    | 0    | 2    | 0    | 108  | 0    |
| 경력 합계       | 경력 합계 | 경력 합계         | 367  | 3    | 22   | 0  | 0    | 0    | 8    | 0    | 397  | 3    |

1. ↑  승격 플레이오프전 출장 경기 포함
2. ↑  2021년에 치러진 2020 코파 델 레이 결승전 출장 경기 기록 포함
3. ↑  수페르코파 데 에스파냐 출장 경기 기록 포함

## 수상
아틀레틱 빌바오
- 수페르코파 데 에스파냐: 2020–21[13]
- 코파 델 레이 준우승: 2019–20,[14] 2020–21[15]